# Нино Буле
Нино Буле (19. март 1976) бивши је хрватски фудбалер.

## Каријера
Током каријере играо је за Загреб, Хајдук Сплит, Ријека, Локомотива Загреб и многе друге клубове.

## Репрезентација
За репрезентацију Хрватске дебитовао је 1999. године. За национални тим одиграо је 3 утакмице.

## Статистика
| Хрватска | Хрватска | Хрватска |
| Год.     | Ута.     | Гол.     |
| -------- | -------- | -------- |
| 1999     | 1        | 0        |
| 2000     | 0        | 0        |
| 2001     | 0        | 0        |
| 2002     | 1        | 0        |
| 2003     | 0        | 0        |
| 2004     | 1        | 0        |
| Укупно   | 3        | 0        |